# العلاقات السودانية الفانواتية
العلاقات السودانية الفانواتية هي العلاقات الثنائية التي تجمع بين السودان وفانواتو.

## مقارنة بين البلدين
هذه مقارنة عامة ومرجعية للدولتين:
| وجه المقارنة                                              | السودان                     | فانواتو                                  |
| --------------------------------------------------------- | --------------------------- | ---------------------------------------- |
| المساحة (كم2)                                             | 1.89 مليون                  | 12.19 ألف                                |
| عدد السكان (نسمة)                                         | 40.53 مليون                 | 276.24 ألف                               |
| الكثافة السكانية (ن./كم²)                                 | 21.44                       | 22.66                                    |
| العاصمة                                                   | الخرطوم                     | بورت فيلا                                |
| اللغة الرسمية                                             | اللغة العربية، لغة إنجليزية | اللغة البسلاما، لغة فرنسية، لغة إنجليزية |
| العملة                                                    | جنيه سوداني                 | فاتو فانواتي                             |
| الناتج المحلي الإجمالي (بليون دولار)                      | 117.49 مليار                | 862.88 مليون                             |
| الناتج المحلي الإجمالي (تعادل القوة الشرائية) بليون دولار | 176.55 مليار                | 790.76 مليون                             |
| الناتج المحلي الإجمالي الاسمي للفرد دولار أمريكي          | 2.41 ألف                    | 2.81 ألف                                 |
| الناتج المحلي الإجمالي للفرد دولار أمريكي                 | 4.07 ألف                    | 3.03 ألف                                 |
| مؤشر التنمية البشرية                                      | 0.479                       | 0.594                                    |
| رمز المكالمات الدولي                                      | +249                        | +678                                     |
| رمز الإنترنت                                              | سودان                       | .vu                                      |
| المنطقة الزمنية                                           | ت ع م+03:00، ت ع م+02:00    | ت ع م+11:00                              |

## منظمات دولية مشتركة
يشترك البلدان في عضوية مجموعة من المنظمات الدولية، منها:
| علم المنظمة | اسم المنظمة                                 | تاريخ انضمام السودان | تاريخ انضمام فانواتو |
| ----------- | ------------------------------------------- | -------------------- | -------------------- |
|             | يونسكو                                      | 26 نوفمبر 1956       | 10 فبراير 1994       |
|             | مؤسسة التمويل الدولية                       | 21 أكتوبر 1960       | 28 سبتمبر 1981       |
|             | منظمة حظر الأسلحة الكيميائية                | ?                    | ?                    |
|             | مؤسسة التنمية الدولية                       | 24 سبتمبر 1960       | 28 سبتمبر 1981       |
|             | وكالة ضمان الاستثمار متعدد الأطراف          | 7 نوفمبر 1991        | 27 يوليو 1988        |
|             | الاتحاد البريدي العالمي                     | ?                    | ?                    |
|             | الاتحاد الدولي للاتصالات                    | 23 أكتوبر 1957       | 30 مارس 1988         |
|             | الأمم المتحدة                               | 12 نوفمبر 1956       | 15 سبتمبر 1981       |
|             | البنك الدولي للإنشاء والتعمير               | 5 سبتمبر 1957        | 28 سبتمبر 1981       |
|             | مجموعة دول أفريقيا والكاريبي والمحيط الهادئ | ?                    | ?                    |

## وصلات خارجية
- موقع وزارة الخارجية السودانية